# Narek Sirunian
Narek Sirunian (ur. 23 czerwca 1992) – ormiański zapaśnik walczący w stylu wolnym. Zajął dziewiętnaste miejsce na mistrzostwach Europy w 2017. Triumfator igrzysk frankofońskich w 2013 roku.